# Gardes wallonnes (rexisme)
Pour les articles homonymes, voir Gardes wallonnes.
En juillet 1941, le parti rexiste, dans la foulée de la levée de formations paramilitaires pour lutter contre le bolchevisme sur le front de l'Est, crée des Gardes wallonnes chargées de la surveillance du « front intérieur ». 
Équipées, armées et soldées par la Wehrmacht, ces gardes wallonnes sont recrutées d'abord au sein des « Formations de combat » (la milice — non armée — du Mouvement rexiste) et dans les milieux d'anciens combattants de 1940. Dans les faits, les occupants les destinent à remplir une fonction de police,. Lors de la mise sur pied définitive en octobre 1941, le commandement de la Garde wallonne est confié au major Torne, secondé par le capitaine-commandant de réserve (artillerie) Jean Malherbe. Au fil du temps, trois bataillons sont constitués. Ventilés en Wallonie (le IIe à Mons, le IIIe à Liège) ainsi que dans le département français du Nord (le Ier à Douai), ils se décomposent en un nombre variable de compagnies, chaque compagnie étant elle-même rattachée à un bataillon allemand. Les autorités allemandes transmettaient leurs ordres aux responsables des différentes compagnes. L'occupation se prolongeant, la Garde wallonne étendit ses fonctions de protection des installations militaires à la traque du marché noir puis elle en vint à servir d'auxiliaire à la Feldgendarmerie dans la recherche des réfractaires au Travail obligatoire. Après le Débarquement, fin juin 1944, elle fut totalement assimilée à une unité allemande, et ses débris se replièrent outre-Rhin à la Libération.